# Kabinett Franz Friedrich Ruhstrat
Das Kabinett Franz Friedrich Ruhstrat bildete vom 3. Januar 1916 bis 6. November 1918 die letzte von Großherzog Friedrich August II. berufene Landesregierung des Großherzogtums Oldenburg.
Friedrich August II. berief 1916 den langjährigen Justizminister Franz Friedrich Ruhstrat zum Staatsminister als Nachfolger seines Vetters I. Grades, Friedrich Julius Heinrich Ruhstrat, der aus Altersgründen ausschied. Während der Novemberrevolution 1918 lehnte Ruhstrat parlamentarische Reformen vehement ab und wurde am 6. November entlassen, während die weiteren Minister Otto Graepel und Hermann Scheer in das provisorische Landesdirektorium übernommen wurden.
| Amt                                                                      | Name                     |
| ------------------------------------------------------------------------ | ------------------------ |
| Staatsminister, Justiz, Kirchen und Schulen sowie Militärangelegenheiten | Franz Friedrich Ruhstrat |
| Inneres, Großherzogliches Haus und Äußeres                               | Hermann Scheer           |
| Finanzen                                                                 | Otto Graepel             |